# Jean Aicard
Jean François Victor Aicard (Tolone, 4 febbraio 1848 – Parigi, 13 maggio 1921) è stato un poeta, scrittore e drammaturgo francese.
Suo padre, Jean Aicard, era un giornalista di talento; il figlio cominciò la propria carriera letteraria nel 1867 con la raccolta poetica Les Jeunes Croyances, seguìto nel 1870 da un testo teatrale da un atto messo in scena al teatro di Marsiglia.
Fra le sue raccolte poetiche: Les Rébellions et les apaisements (1871); Poèmes de Provence (1874) e La Chanson de l'enfant (1876), entrambe le quali vennero premiate dall'Académie; Miette et Note (1880), idillio provenzale; Le Livre d'heures de l'amour (1887); Jésus (1896). Fra i suoi testi teatrali, quello di maggior successo fu Le Père Lebonnard (1890), in versi, che fu originariamente messo in scena al Théâtre Libre.
Fra i suoi altri lavori vi sono i romanzi Le Roi de Camargue (1890), L'ibis bleu (1893), L'Âme d'un enfant (1898), Tata (1901), Benjamine (1906), Maurin des Maures (1908) e La Vénus de Milo (1874), resoconto della scoperta della statua da documenti inediti.
Stando a quanto sosteneva Léon Daudet, possedeva un talento nel recitare versi tale da trasformare qualsiasi poesia, anche mediocre, in un capolavoro effimero. Venne eletto membro dell'Académie française nel 1909.
A Tolone la sua casa, divenuta museo cittadino, è visitabile 

## Opere
Poesia
- Les jeunes croyances (1867)

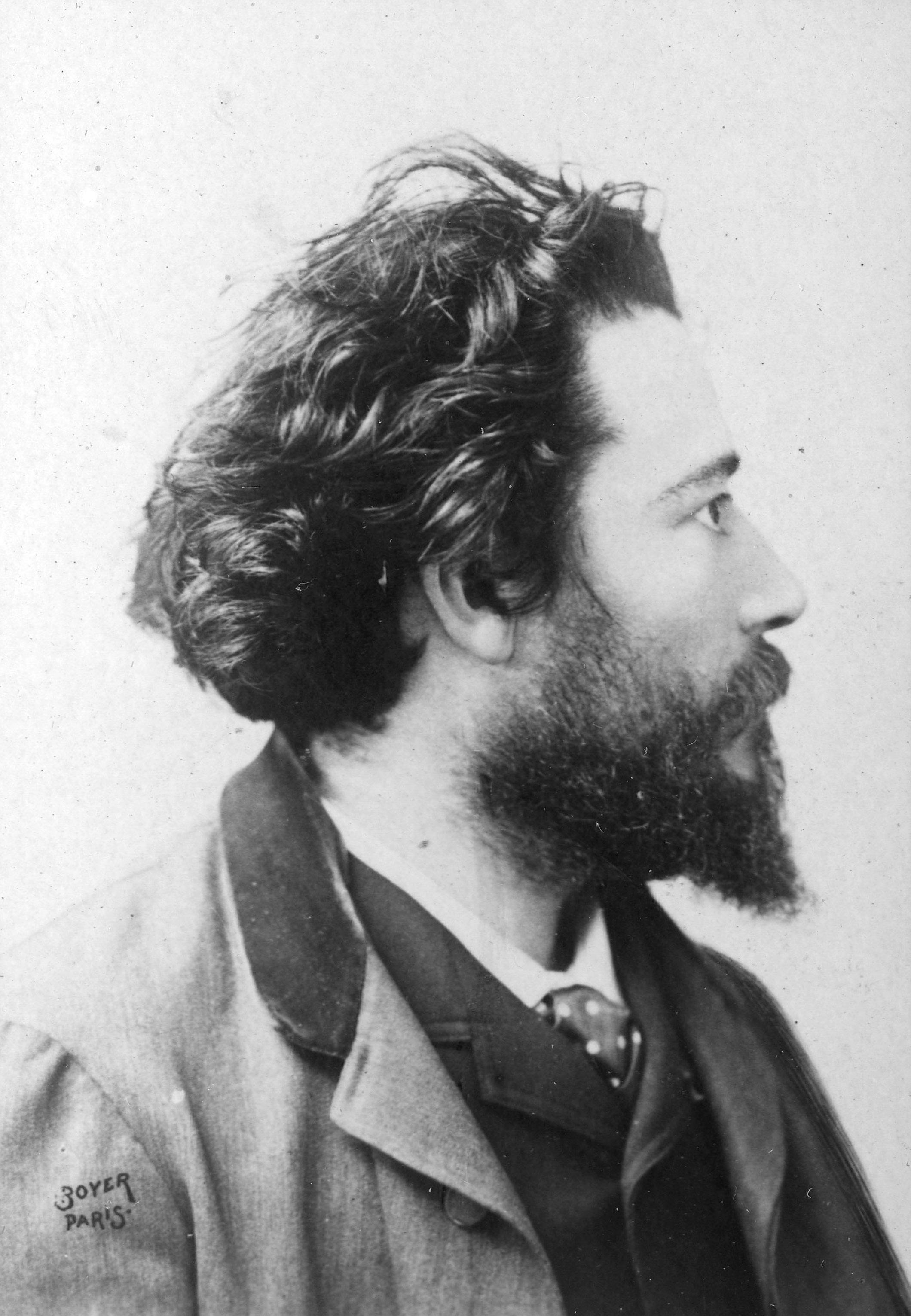
Foto di Aicard (1900 circa)

- Les Rébellions et les apaisements (1871)
- Les Poèmes de Provence (1874)
- La Chanson de l'enfant (1876)
- Miette et Note (1880)
- Le Livre d'heures de l'amour (1887)
- Jésus (1896)

Romanzi e novelle
- Le Roi de Camargue (1890)
- L'ibis bleu (1893)
- Notre-Dame-d'Amour (1896). Testo originale on line:
- L'Âme d'un enfant (1898)
- Tata (1901)
- Benjamine (1906)
- La Vénus de Milo (1874)
- Maurin des Maures (1908)

Teatro
- Pygmalion (1878)
- Othello ou le More de Venise (1881)
- Le Père Lebonnard (1889)